# Brain Man
Brain Man is een computerspel dat werd ontwikkeld door Arndt Schwaiger van M-Soft en uitgegeven door MegArts. Het spel werd in 1995 uitgebracht in door MegArts. Het spel kan met een of met twee spelers tegelijkertijd gespeeld worden. Het perspectief is in de derde persoon met bovenaanzicht. De speler bestuurt een blob  en moet in elk level genoeg sterren verzamelen en de uitgang vinden. Het spel heeft deuren, sleutels, andere blobs en een tijdslimiet. Het is mogelijk een level in een oncompleetbare toestand te krijgen, bijvoorbeeld door een sleutel in de hoek te duwen.

## Ontvangst
| Beoordeeld door | Jaar | Score |
| --------------- | ---- | ----- |
| Amiga Games     | 1995 | 38%   |